# Vézézoux
Vézézoux là một xã thuộc tỉnh Haute-Loire trong vùng Auvergne-Rhône-Alpes ở nam trung bộ nước Pháp. Khu vực này có độ cao từ 393-638 mét trên mực nước biển. Theo điều tra dân số năm 2006 của INSEE có dân số 448 người.